# سیگلرویل (پنسیلوانیا)
سیگلرویل (به انگلیسی: Siglerville) یک منطقهٔ مسکونی در ایالات متحده آمریکا است که در شهرستان میفلن، پنسیلوانیا واقع شده‌است. سیگلرویل ۱۰۶ نفر جمعیت دارد.